# Ère Kōkoku
L'ère Kōkoku (興国) est une des ères du Japon de la Cour du Sud durant l'époque Nanboku-cho après l'ère Engen et avant l'ère Shōhei. Cette ère couvre la période allant du mois d'avril 1340 au mois de décembre 1346. L'empereur siégeant à Kyoto est Kōmyō (光明天皇, Kōmyō-tennō). Le rival de  Go-Kōgon à la Cour du Sud de Yoshino durant cette période est l'empereur Go-Murakami (後村上天皇, Go-Murakami-tennō).

## Contexte de l'ère Nanboku-chō

Les sièges impériaux durant l'époque Nanboku-chō sont relativement proches l'un de l'autre mais géographiquement distincts. Ils sont conventionnellement identifiés ainsi :
Capitale du nord : Kyoto
Capitale du sud : Yoshino.

Au cours de l'ère Meiji, un décret impérial daté du 3 mars 1911 établit que les monarques régnants légitimes de cette époque sont les descendants directs de l'empereur Go-Daigo par l'empereur Go-Murakami dont la Cour du Sud a été établie en exil à Yoshino, près de Nara.
Jusqu'à la fin de l'époque d'Edo, les empereurs usurpateurs (en supériorité militaire) et soutenus par le shogunat Ashikaga sont erronément inclus dans les chronologies impériales en dépit du fait incontestable que les insignes impériaux ne sont pas en leur possession.
Cette Cour du Nord illégitime est établie à Kyoto par Ashikaga Takauji.
- Équivalents auprès de la Cour du Nord : ère Ryakuō; ère Kōei; ère Jōwa

## Événements de l'ère Kōkoku
- 1342 (Kōtoku 3) : Ichijō Tsunemichi perd sa position de régent kampaku et est remplacé par Kujō Michinori[4].
- 1342 (Kōtoku 3) : Minamoto no Nagamichi (源長通?) est démis de sa position de daijō daijin[4].
- 1342 (Kōtoku 3) : Kujō Michinori est remplacé par Takatsukasa Morohira, ancien udaijin[4].
- 1342 (Kōtoku 3) : Mort de Fujiwara no Kiyoko. Elle est la fille d'Usesugi Yorishige et la mère d'Ashikaga Takauji[4].
- 1343 (Kōtoku 4) : Nijō Yoshimoto, l'auteur du Masukagami, est promu de la position de nadaijin à la cour à celle de udaijin et peu après, l'udaijin Fujiwara no Kintaka est promu sadaijin. Le dainagon Sanjo Tsunesada est promu nadaijin[4].
- 1344 (Kōtoku 4) : Le shogun Takauji offre des prières au sanctuaire Iwashimizu Hachiman-gū[4].